# Rumble Fish
 Rumble Fish és una pel·lícula americana dirigida per Francis Ford Coppola, estrenada el 1983; té una durada de 94 minuts. Coppola va escriure el guió de la pel·lícula amb Susan E. Hinton els seus dies lliures mentre rodava Rebels (The Outsiders). Va fer les pel·lícules una al costat de l'altra, conservant gran part del mateix repartiment i equip tècnic, particularment Matt Dillon i Diane Lane. La pel·lícula és completament en blanc i negre amb l'excepció dels peixos, que són de colors.
Rumble Fish està dedicada al seu germà, August, i va ser el debut cinematogràfic per al seu nebot, Nicolas Cage. A Coppola li va atreure la novel·la Rumble Fish de S. E. Hinton a causa de la forta identificació personal que tenia amb el tema: un germà petit (ell) que venerava un germà gran (August) i intel·lectualment superior, fet que reflectia la relació entre ells.

## Argument
En absència de Motorcycle Boy, el seu germà petit en Rusty James no vacil·la a enfrontar-se ell mateix a un cap de banda rival. Serà salvat per la tornada del seu germà, un ésser desenganyat, molt misteriós que feia anys havia estat el cap de les bandes de la ciutat. En Rusty aspira a ser com el seu germà i espera que l'època de baralles entre bandes torni, mentrestant el seu germà que ja ha tornat ha canviat molt i està estranyament fascinat per uns peixos peculiars especialment agressius.

## Repartiment
- Matt Dillon: Rusty James
- Mickey Rourke: Motorcycle Boy
- Diane Lane: Patty
- Dennis Hopper: el pare
- Nicolas Cage: Smokey
- Chris Penn: B.J. Jackson
- Laurence Fishburne: Midget
- Tom Waits: Benny
- Sofia Coppola: Donna, la germana de Patty

## Producció i crítica
Coppola va dir que "va començar a utilitzar Rumble Fish com a pastanaga per tot allò que es va prometre quan va acabar The Outsiders". A meitat de la producció de The Outsiders, Coppola va decidir que volia retenir el mateix equip de producció, quedar-se a Tulsa i rodar Rumble Fish just després de The Outsiders. Va escriure el guió de Rumble Fish amb Hinton els diumenges, el seu dia lliure del rodatge de The Outsiders.
Warner Bros. no estava satisfeta amb el tall inicial de The Outsiders  i va començar a distribuir Rumble Fish. Malgrat la manca de finançament, Coppola va gravar completament la pel·lícula en vídeo durant dues setmanes d'assajos en un antic gimnàs escolar i després va poder mostrar al repartiment i a l'equip tècnic un esborrany de la pel·lícula. Per tenir a Rourke dins el caràcter del seu personatge, Coppola li va oferir llibres d'Albert Camus i una biografia de Napoleó.
En la pàgina web de Rotten Tomatoes, Rumble Fish té una qualificació d'aprovació del 70% basada en 30 ressenyes, amb una puntuació mitjana de 6,15 de 10. El consens crític opina que "Rumble Fish es frustra fins i tot en la seva intriga, però el fort estil visual del director Francis Ford Coppola ajuda a compensar una certa dificultat narrativa". A Metacritic, la pel·lícula té una puntuació mitjana ponderada de 63 sobre 100, basat en 8 crítiques, que indiquen "comentaris generalment favorables".